# Cadeia do Aljube
O Museu do Aljube - Resistência e Liberdade é um museu instalado na antiga Cadeia do Aljube tendo sido inaugurado em 25 de abril de 2015.
O Museu do Aljube - Resistência e Liberdade é um museu municipal dedicado à história e à memória do combate à ditadura e ao reconhecimento da resistência em prol da liberdade e da democracia.
É um sítio musealizado e um museu histórico que pretende preencher uma lacuna no tecido museológico português, projetando a valorização da memória de luta contra a ditadura na construção de uma cidadania esclarecida e responsável e assumindo a luta contra o silenciamento desculpabilizante, e muitas vezes cúmplice, do regime ditatorial que dirigiu o país entre 1926 e 1974.
Está instalado na cadeia do Aljube, situada em Lisboa, na freguesia de Santa Maria Maior, anterior freguesia da Sé, que foi um estabelecimento prisional que recebeu presos do foro eclesiástico até 1820, mulheres acusadas de delitos comuns até aos finais da década de 1920 e presos políticos do Estado Novo a partir de 1928 até ao seu encerramento em 1965. Foi posteriormente adaptado para presos de delito comum e ainda utilizado para instalação de serviços do Ministério da Justiça.

## Aljube: origem da palavra
A palavra Aljube, de origem árabe, significa poço ou cisterna, sendo igualmente utilizada para designar prisão e, especialmente, prisão obscura e profunda.

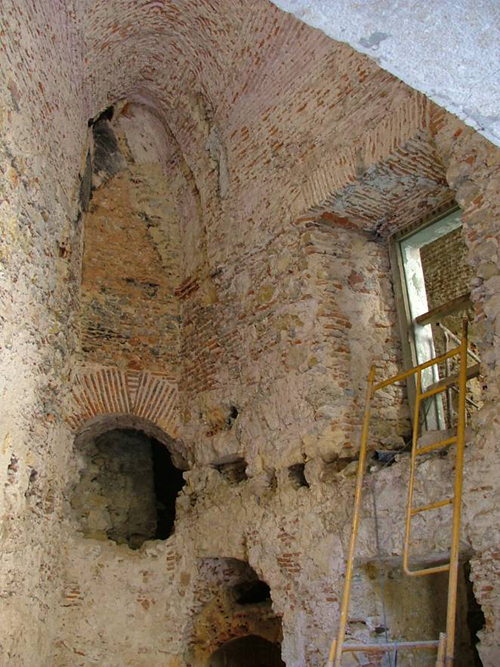
Imagem das escavações arqueológicas realizadas no Aljube, entre 2004-2005

## História

### Cadeia eclesiástica e palácio de arcebispos, mas sempre prisão

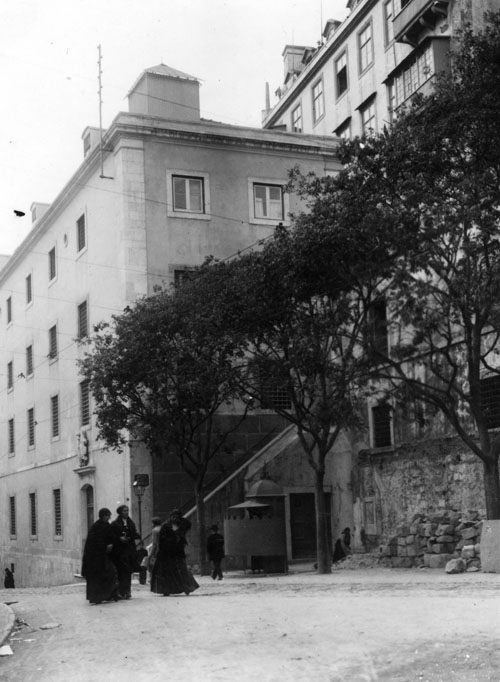
Fotografia da Cadeia do Aljube, por Joshua Benoliel, datada do início do Séc. XX (Arquivo Fotográfico Municipal de Lisboa)

O edifício do Aljube terá sido utilizado como instalação prisional desde a ocupação muçulmana de Lisboa (sécs. VIII – XII). Usado posteriormente como prisão eclesiástica, sofre sucessivas adaptações até se tornar, na viragem do séc. XVI para o XVII, palácio de arcebispos, continuando, no entanto, a ser usado como cadeia para presos do foro eclesiástico.
A designação Aljube equivalente a prisão do foro eclesiástico populariza-se, como se pode verificar com o Aljube da cidade do Porto, a cadeia do Aljube em Ponta Delgada, nos Açores, ou a cadeia eclesiástica de Olinda, Pernambuco, no Brasil.
O Terramoto de 1755 não afecta gravemente o edifício do Aljube, embora o alargamento da rua que o separa da Sé viesse a provocar o recuo da sua fachada.
Só após o Liberalismo, a cadeia do Aljube perde essa função, sendo destinada a presos de delito comum, tornando-se, mais tarde, uma prisão de mulheres, conhecida pelas suas condições degradantes – destino que se manterá durante a I República, que ali procedeu a obras de remodelação, erguendo designadamente mais um piso.

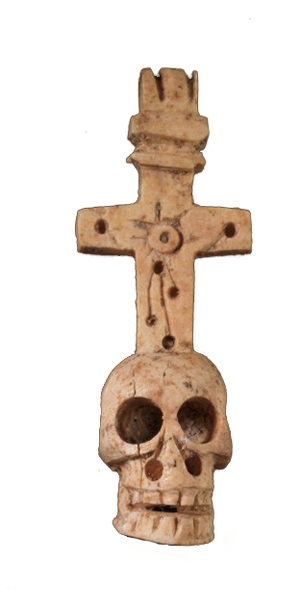
Pendente em osso encontrado nas escavações realizadas no Aljube, datado da segunda metade do século XVI, quando o edifício servia como cárcere do foro episcopal

### Prisão política da Primeira República
Durante a Primeira República centenas de pessoas contrárias ao novo regime foram encarcerados no Aljube no Porto. Grande parte destes presos políticos eram levados para o Aljube sem qualquer tipo de audiências de acusação nem culpa formada, passando alguns vários meses sem qualquer tipo de julgamento nem outro tipo de audiências onde pudessem se defender. Após a implantação da Ditadura Militar em 28 de maio de 1926, a cadeia do Aljube é rapidamente utilizada para a detenção de “presos políticos e sociais”, designadamente na sequência das revoltas que marcam o início do novo regime.

### Depósito de presos políticos e sociais, a caminho da deportação
O Aljube enche-se rapidamente de presos políticos sem julgamento ou cumprindo penas impostas pelos “Tribunais Militares Especiais”, muitos deles aguardando o embarque para os desterros na Madeira, nos Açores e nas colónias.
Trata-se de uma cadeia às ordens das várias polícias políticas que marcam a transição da Ditadura Militar para o Estado Novo e que, com a atribuição à Polícia de Vigilância e Defesa do Estado (PVDE), em 1934, de competência em matéria prisional, passa a ser uma das suas prisões privativas na área de Lisboa.

### Tortura e morte no Aljube
A cadeia do Aljube foi usada pela polícia política para interrogatórios, recorrendo aí a diversos métodos de tortura – espancamentos, privação de sono e «estátua» – numa sala do último andar, calafetada com cobertores, para que os gritos das vítimas não fossem ouvidos – a «sala dos reposteiros». Os protestos da vizinhança obrigaram a polícia a pôr termo a essas práticas no Aljube.
São conhecidos diversos casos de morte em consequência das torturas no próprio Aljube, como foi o caso do militante comunista Manuel Vieira Tomé, «que aparecera enforcado na manhã de 21 para 22 de Abril de 1934», depois de lhe arrancarem as unhas dos dedos das mãos e o sujeitarem a choques eléctricos, e do anarco-sindicalista Vítor da Conceição, falecido a 8 de Maio de 1934 por falta de assistência médica.

### Consolidação do regime: prisão para presos sujeitos a interrogatório
À medida que o regime ditatorial se foi consolidando e a polícia política foi unificada na Polícia de Vigilância e de Defesa do Estado (PVDE), em 29 de Agosto de 1933, também a utilização da Cadeia do Aljube foi sofrendo modificações.
Com efeito, o Aljube, que fora usado para prender adversários do regime sem julgamento ou destinados à deportação, passou a ser utilizado sobretudo para presos incomunicáveis em situação de interrogatório – o que aconteceu até ao seu encerramento.

### O isolamento: os curros ou gavetas
A Cadeia do Aljube ficou especialmente conhecida pelas celas de isolamento que foram construídas no início dos anos 40 do séc. XX.
Feitos à medida de um homem estendido ao comprido e parecendo sarcófagos, os «curros» ou «gavetas» eram 13 pequenas celas de «solitária», situadas no 2.º andar do Aljube. Cada uma dessas celas tinha um catre basculante (ou bailique), que, quando estava para baixo, girando numas dobradiças, não possibilitava ao preso mexer-se – da tarimba que era estreita sobravam uns 15 centímetros até à parede oposta.
Arlindo Vicente, advogado e artista plástico, candidato a Presidente da República pela Oposição Democrática descreveu assim os curros ou gavetas: “fui conduzido a um corredor onde havia uma parede longa com uma série de portas, metro a metro. (…) Aberta uma das portas, deparei com outra porta e a seguir um buraco, nele um catre, coberto com uma serapilheira e duas mantas. Ao lado um escarrador sobre uma “banqueta” e um púcaro de alumínio para a água. O buraco não tinha luz. Esta vinha da parte exterior quando se abria a porta, o que acontecia para ir à retrete ou quando se almoçava ou jantava”. E acrescentou: “dão uma angustiosa sensação de asfixia e desespero”. Neles, “a sensação de afronta humana é perfeitamente conseguida.”
No isolamento dos curros, a satisfação das necessidades fisiológicas dos presos dependia da vontade dos guardas: o preso tinha de o chamar e aguardar que o guarda acedesse a escoltá-lo até à casa de banho (uma única para todos os curros), ficando a porta escancarada, sob o olhar vigilante do carcereiro.
Era nos curros, no mais total isolamento e solidão, que os presos incomunicáveis aguardavam que os viessem buscar para os interrogatórios e mais torturas, na sede da polícia política. Durante o período de permanência no isolamento, o preso não tinha absolutamente nada para se ocupar: nem caneta, nem lápis, nem papel, nem jornais, nem livros, nem relógio, nem podia fazer a limpeza da cela ou qualquer outro trabalho, nem tinha qualquer horizonte para observar, nem sequer espaço para se mover.
No mesmo piso, no final de um corredor transversal, ao lado da retrete e do chuveiro, a existia ainda a cela disciplinar – a cela n.º 14, em que o isolamento parecia ainda maior, porque a escuridão era praticamente total e porque a ordem de silêncio era cumprida ao limite, a que acrescia o sistemático mau cheiro que vinha da casa de banho contígua.
A 22 de Junho de 1964, é a própria direcção da PIDE que, face aos protestos nacionais e internacionais, propõe ao ministro do Interior o encerramento do Aljube, por ter deficientes condições de segurança, salubridade e higiene, por possuir um número limitado de celas para isolamento, necessárias à investigação e, também, por a Oposição fazer um aproveitamento dos chamados «curros» para denegrir o país. O Aljube, no entanto, só seria encerrado no Verão do ano seguinte.

### O parlatório
O parlatório era o lugar onde os reclusos comunicavam com os familiares autorizados a visitá-los. O preso estava separado dos visitantes por duas redes a toda a altura da sala, que formavam um corredor onde passeava um agente da polícia política encarregue de vigiar as visitas.
O preso era trazido para a sala do rés-do-chão, onde já se encontrava o agente da PIDE. Mais tarde, entravam os familiares. Tudo se passava em semi-obscuridade, com interrupções sucessivas pelo agente da PIDE, à mínima desconfiança sobre o teor da conversa. Muitas vezes, a visita era interrompida abruptamente, se acaso o preso denunciasse as condições prisionais ou os maus tratos sofridos nos interrogatórios.
Registe-se ainda que eram frequentes as queixas dos presos sobre as intimidações dos carcereiros às famílias que ali se dirigiam. Até aos anos quarenta, é também referida a utilização de apitos para marcar as horas de visita.

### O caso do servente Martins
Em 1962, José Martins, um servente prisional do Aljube, foi preso pela PIDE, acusado de ter desempenhado «tarefas de “ligação” e troca de “mensagens” entre os presos e o exterior. Denunciado por um elemento destacado do PCP, que passou a colaborar com a polícia, José Martins foi atirado pelas escadas do Aljube abaixo sob a acusação de «traidor» e espancado durante dias e dias «quase até à morte».
Em Novembro de 1963, José Martins foi julgado. Absolvido por falta de provas, José Martins foi, no entanto, condenado a medidas de segurança – o Tribunal Plenário deu «como provado que era de recear que o recorrente repetisse ou continuasse as actividades por que o absolvera: determinou-lhe a medida de segurança política de internamento!»…
A 4 de Março de 1964, o Supremo negou provimento ao recurso apresentado pelo seu advogado Francisco Salgado Zenha e concordou «na inteira confirmação do julgado recorrido». José Martins apenas foi libertado condicionalmente em 20 de Setembro de 1966, sendo a liberdade considerada definitiva em 2 de Abril de 1970.

### As fugas
Registaram-se diversas fugas da cadeia do Aljube, designadamente:
1932 – Pelas 16.30h do dia 4 de Abril de 1932, registou-se uma fuga colectiva à mão armada. Do grupo faziam parte Emídio Guerreiro, Filipe José da Costa, Heitor Rodrigues, José dos Santos Rocha, José Severo dos Santos e Manuel Sanches Dias, vários deles detidos na sequência da tentativa de revolta militar de 26 de Agosto de 1931.
1938 – O dirigente comunista Francisco de Paula Oliveira (Pavel), que fora capturado pela PVDE a 10 de Janeiro de 1938, numa casa clandestina do PCP em Lisboa, conseguiu evadir-se do Aljube a 23 de Maio desse ano, com a ajuda de um enfermeiro da cadeia. Conseguindo atingir a clarabóia de um prédio lateral ao Aljube, desceram as escadas e saíram para a rua, onde os esperavam dois automóveis conduzidos por elementos partidários.
1948 – Hermínio da Palma Inácio, preso a 6 de Setembro de 1947, na sequência do seu envolvimento na Abrilada desse ano, em que sabotou os aviões da Base Aérea de Sintra, foi duramente torturado e ameaçado de transferência para o campo de concentração do Tarrafal, tendo-se evadido do Aljubeno dia 16 de Maio de 1948.
A fuga deu-se pela única janela não gradeada do Aljube, numa sala de visitas contígua a uma casa de banho que servia quando as outras casas de banho principais estavam ocupadas e onde os presos aguardavam uns pelos outros. Desceu por uma corda feita de lençóis, chegando à escada do saguão que dava para a rua onde anulou a resistência da sentinela que montava guarda à porta principal. Desceu a rua numa corrida e parou na Rua da Madalena, onde apanhou um táxi.
1957 – Em 25 de Maio de 1957, fugiram Américo de Sousa, Carlos Brito e Rolando Verdial, todos funcionários do Partido Comunista Português. A fuga deu-se pela janela de uma enfermaria desactivada no último andar da prisão, onde haviam cortado uma cruz das grades, e de onde saltaram para o algeroz do prédio, protegido por um pequeno parapeito de cerca de 20 cms. Recorrendo a uma corda feita de lençóis, saltaram uma altura de cerca de 6 metros para o prédio ao lado, cujo telhado atravessaram, e novamente repetiram a operação na direcção de um terceiro prédio, saindo para a rua, uns 50 metros abaixo da sentinela que guardava a entrada do Aljube e apanhando um taxi no Largo da Graça.

### Manifestação, 1965
No dia 26 de Janeiro de 1965, centenas de jovens estudantes, familiares de presos e populares ousaram manifestar-se em frente à cadeia do Aljube, exigindo a libertação dos mais de 50 estudantes liceais e universitários que haviam sido presos pela PIDE na manhã do dia 21 de Janeiro e que, na sua maioria, ali estavam encarcerados.
Logo no dia 28 de Janeiro, o ministério do Interior teve de vir a terreiro tentar legitimar a repressão com uma longa nota oficiosa justificada pelo facto de que “essas detenções provocaram reacções em certos meios menos esclarecidos e comentários caluniosos lançados com o fim de criar um clima favorável aos seus desígnios.”

### Encerramento em 1965
A Cadeia do Aljube e, em especial, os seus curros, provocaram inúmeros protestos nacionais e internacionais. Assim, foi a própria direcção da PIDE que, a 22 de Junho de 1964, apresentou ao ministro do Interior uma proposta de encerramento do Aljube, por ter deficientes condições de segurança, salubridade e higiene, por possuir um número limitado de celas para isolamento, necessárias à investigação e, também, por a Oposição fazer um aproveitamento dos chamados «curros» para denegrir o país. O Aljube, no entanto, só seria encerrado no Verão do ano seguinte.

### Milhares de presos
Passaram pelo Aljube milhares de presos, desconhecendo-se o seu número exacto. Ainda assim, são muitos os que podem ser recordados.
- Alfredo Caldeira
- Alfredo José da Costa
- Álvaro Cunhal
- António Borges Coelho
- Arlindo Vicente
- Artur Pinto
- Carlos Brito
- Crisóstomo Teixeira
- Domingos Abrantes
- Edmundo Pedro
- Fernando Rosas
- Francisco Miguel
- Francisco de Paula Oliveira (Pável)
- Henrique Galvão
- Hermínio da Palma Inácio
- Hipólito dos Santos
- Jaime Serra
- Joaquim Pinto de Andrade
- José Luís Saldanha Sanches
- José Manuel Tengarrinha
- José Mário Branco
- José Medeiros Ferreira
- Mário Lino
- Mário Soares
- Maximino José Vaz Cunha
- Miguel Torga
- Nuno Teotónio Pereira
- Raúl Rego
- Urbano Tavares Rodrigues
- Vasco Granja
- Vasco Vieira de Almeida

### Destruição e ocultação dos curros
Com o seu encerramento, no Verão de 1965, todo o andar dos curros foi destruído, numa manobra de ocultação que incluiu a retirada do gradeamento das janelas desse piso.
Em 1969/70, o Aljube voltou a ter obras, já sob jurisdição do Ministério da Justiça, “para melhorar as condições de acomodação dos presos do Limoeiro e permitir a sua maior separação em grupos”. Foram então remodelados todos os pisos, construído um novo parlatório, um refeitório e celas renovadas. Esta nova prisão no Aljube, que teria capacidade para albergar 80 a 100 presos, deveria funcionar até que fosse construída uma nova cadeia comarcã nos terrenos pertencentes ao Ministério da Justiça e afectos à cadeia de Monsanto.

### Instalações do Ministério da Justiça
Após o 25 de Abril de 1974, o edifício do Aljube foi utilizado para instalação de diversos serviços do Ministério da Justiça, designadamente do Instituto de Reinserção Social.
As diligências promovidas junto do então titular da pasta da Justiça. Dr. Alberto Costa, no sentido de o edifício do Aljube poder vir a albergar uma exposição sobre a repressão durante a ditadura, levaram à saída daqueles serviços e à sua posterior entrega à Câmara Municipal de Lisboa, que deu acolhimento a esse projecto e tem vindo a definir a posterior utilização do edifício para Museu da Resistência e da Liberdade.

### Exposição “A Voz das Vítimas”
No dia 14 de Abril de 2011, foi inaugurada no edifício do Aljube uma exposição promovida pela Fundação Mário Soares, pelo Instituto de História Contemporânea da FCSH da Universidade Nova de Lisboa e pelo NAM - Movimento Cívico Não Apaguem a Memória!
Essa exposição documental, com recurso a meios audiovisuais, pretende dar a conhecer, devidamente contextualizados, aspectos essenciais da repressão durante a ditadura (1948-1974), ao mesmo tempo que mostra os vestígios arqueológicos encontrados no Aljube. Com esse objectivo inclui a reconstituição do Parlatório e dos curros, dando voz às vítimas que passaram pelas cadeias da ditadura, “para honrar a sua memória e o seu sacrifício”.

### Testemunhos
Carlos Brito, Tempo de subversão. Páginas vividas da resistência. Lisboa: Ed. Avante! - Col. Resistência, 1998.
Sobre os curros: «as famosas gavetas ou “catacumbas”», algumas das quais com «o comprimento de uma tarimba» e cuja «largura era mais ou menos igual e não superior a uma cama de um corpo (da tarimba que era estreita sobravam uns 15 centímetros)». O «curro» era fechado «por duas portas, uma gradeada» e «outra de madeira, que estava normalmente fechada, apenas com um pequeno postigo para o guarda espreitar». Como este «estava muitas vezes fechado para o presos não poderem olhar para fora», «as celas estavam quase todo o dia mergulhadas numa semi-obscuridade».
Francisco Martins Rodrigues, Os anos do Silêncio, Lisboa, Abrense Editora, 2008
A minha gaveta, como era chamada nesse tempo, tinha 1,20 por 3 metros. Eu já sabia que nem todas eram iguais de comprimento; esta devia ser das menores. Ainda para mais, um gradão dentro dela, separando-me da porta, roubava uma parte do pouco espaço disponível. Havia um bailique (um estrado de madeira, com uma enxerga e um travesseiro de palha), onde pousei as mantas. Às apalpadelas, percebi que o bailique tinha dobradiças e se podia levantar, encostado à parede. Ficava assim livre o meu espaço para andar: quatro passos para um lado, encostar a cara ao ferro frio do gradão ferrugento, meia volta, quatro passos até à parede, meia volta…
Jaime Serra, Eles têm o Direito de Saber – Páginas da luta clandestina, Ed. Avante, 1997
Passei seis meses incomunicável numa cela do Aljube, tendo-me sido apenas permitido receber, durante todos esses meses, três ou quatro visitas da família, sempre na sede da PIDE e na presença dos agentes. Enviava roupa para casa, para lavar, de oito em oito dias.
Foi por essa via que fiz sair várias mensagens para o exterior, escritas no interior das mangas das camisas ou em folhas de mortalha, utilizando uns bicos de lápis que a Laura metia dentro da fruta.
Os seis meses passados no Aljube foram extremamente penosos. Sem livros, sem jornais, sem poder escrever e sem visitas, tinha que «inventar» formas de passar o tempo. Numa cela individual de cerca de quatro metros quadrados, contavam-se não só os dias como as horas e os minutos. Tudo isto, com chamadas súbitas à sede da PIDE, a qualquer hora, para novos interrogatórios...
João Gomes, Forum Abel Varzim, Desenvolvimento e Solidariedade/MEMÓRIAS do «GOLPE da SÉ» - Três protagonistas, três testemunhos
No princípio, na fase de averiguações, fui mandado para os curros do Aljube, um espaço escuro, onde mal cabia o catre. Daqui era conduzido à sede da P.I.D.E.. Recordo que do interrogatório além de dados sobre a minha participação no dito golpe [Golpe da Sé, 11 para 12 de Março de 1959]a Policia Politica estava interessada em conhecer pormenores sabre os meus contactos com D. António Ferreira Gomes, o destemido Bispo do Porto.
João Honrado, Arquivo do Tribunal da Boa Hora no ANTT, pr. 15.531 C, 1.º Juízo Criminal, autos de querela, fl. 522
Em 1962, a direcção do Aljube ordenou que se tapasse a janela da cela de João Honrado, durante quatro dias, impediu-o de lavar a roupa e, na prática, as visitas a que tinha direito, pois a família vivia em Beja e não tinha dinheiro para a deslocação.
Joaquim Pinto de Andrade, Declarações de Joaquim Pinto de Andrade no Tribunal Plenário, 1971
O padre angolano Joaquim da Rocha Pinto de Andrade descreveu as condições do Aljube, onde esteve preso, pela terceira vez. Contou ter sido «lançado numa enxovia estreitíssima, de um metro de largura por dois de comprimento, onde a luz e o ar entravam por um postigo de 15 x 20 cm., filtrados através de duas férreas portas, postigo, aliás permanentemente fechado». A «tarimba que lhe servia de cama era apenas provida de um enxergão, duro como pedra e cheio de nós que lhe faziam doer o corpo», tão «sebento que para evitar o seu contacto nojento, ele tinha de dormir agachado sobre uma toalha de rosto», pois era proibido usar lençóis. «Sentado na tarimba, os joelhos roçavam a parede», sem haver o mais pequeno espaço para se mover, numa penumbra que lhe arruinara os olhos. Quanto às necessidades fisiológicas, todas se passavam com a porta da retrete escancarada, sob o olhar vigilante do carcereiro.
José Hipólito dos Santos, Caminhosdamemoria.wordpress.com/2008/10/
Já de madrugada, fui levado para o Aljube, para os «curros», onde acabei por ficar 127 dias. Neste período estive «ausentado» três vezes, num total de 23 dias e noites sem dormir, na sede da PIDE.
Ao chegar, no meio de grande silêncio, apenas quebrado pelo barulho das chaves a bater no chaveiro que o guarda usava, e depois de despojado de tudo o que não fosse roupa, foi-me entregue um conjunto de utensílios - uma colher de alumínio e dois púcaros de plástico, um para água e outro para urinar…
Pelas 7 horas, ainda meio atordoado, abriu-se a porta com um grande estardalhaço, fui mandado sair e de imediato agarrado por um barbeiro que, sem nada dizer, me fez sentar num banco, frente à porta do «curro» e meteu a máquina na minha cabeça… De repente fiquei completamente careca – uma violência que me doeu bem mais que os murros e pontapés daquela madrugada.
José Ricardo, Romanceiro do Povo Miúdo - Memórias e Confissões, Ed. Avante - Col. Resistência, Lisboa, 1991
Nos anos quarenta, uma das piores coisas do Aljube era a alimentação, fornecida pela cadeia do Limoeiro. Nesse período, segundo um horário bizarro, o almoço e o jantar eram, respectivamente, dados às 11 e às 18 horas e, por volta das 21 horas, os presos recebiam «um púcaro de café, acompanhado por casqueiro, que devia durar todo o dia seguinte, porque aquele era o único pão que distribuíam diariamente!» Uma «água suja, com bocados de pão e uns troços de couve a boiarem nela, era, normalmente, o que servia como sopa», o peixe cheirava «a podre» e «o chamado café da noite é uma zurrapa feita de castanhas ou coisa parecida»
Lino Lima, Romanceiro do povo miúdo. Memórias e confissões, Lisboa: Ed. Avante!. Col. Resistência, 1991
«Feitos à medida de um homem estendido ao comprido» e parecendo «sarcófagos», segundo o preso Lino Lima, os «curros» ou «gavetas» eram 13 pequenas celas de «solitária», situadas no 2.º andar do Aljube, pomposamente apelidado de «Sala 2» pelos carcereiros. Cada uma tinha cerca de um metro de largura, com catres basculantes, que, quando estavam baixados, girando numas dobradiças, não possibilitava ao preso passear».
No final dos anos quarenta, ao chegar ao Aljube, o advogado Lino Lima foi informado pelo guarda prisional «Matateu» que poderia ficar nos «quartos», onde tinha «direito a lençóis e a ver o Tejo, pagando só dez escudos por dia». O preso recém-chegado respondeu-lhe que não ia pagar para estar preso…
Lord Russel of Liverpool,Pide, A História da Repressão, Coord.: Alexandre Manuel e outros, Ed. Jornal do Fundão, 1974
Entrevistado, em 1963, quando já se encontrava em Caxias, por Lord Russel of  Liverpool, que, a convite do governo português, visitou cadeias em Portugal, Pinto de Andrade descreveu-lhe «as condições atrozes em que se vivia nos curros do Aljube». O padre angolano recordou, aliás, que, apesar dos controversos elogios que esse juiz inglês «teceu nos jornais ao sistema prisional português, teve ao menos a hombridade» de escrever ao Governo Português que era necessário acabar com o Aljube. Quanto à «miseranda, infame e infecta cela nº 2 dos famosos “curros” do Aljube», onde Pinto de Andrade vivera («se aquilo é viver») durante 86 dias ininterruptos, sem culpa formada, Lord Russel of Liverpool considerou que não tinha «condições dignas sequer de cães».
Mário Soares, Portugal Amordaçado, Lisboa: Arcádia, 1974
1960
Sob prisão fui conduzido para a esquadra de Arroios, onde apareceu daí a pouco Acácio Gouveia, acompanhado de vários amigos, gritando que também se considerava preso, porque tinha feito o mesmo que eu. (…) Passadas algumas horas fui transferido, evidentemente, para a PIDE e daí, depois de um interrogatório simbólico, para o Aljube, onde pela primeira vez conheci os célebres curros de má memória. Os curros  são uma espécie de minúsculas celas, que deitam para um corredor, quase sem luz, de cinco palmos de largura por quinze de comprimento, tendo por única mobília uma tábua incrustada na parede, que se levanta e baixa, o bailique, em cima da qual existe um velho enxergão e duas mantas, onde se dorme, sem lençóis.
Miguel Torga, Miguel Torga - Fotobiografia, coord. Clara Rocha, Lisboa:Dom Quixote, 2000
Falta-lhe a liberdade.
Só essa dor lhe dói.
Mas só por ela há-de
Não ser o ser que foi.
Do poema “Canção” escrito a 30 de Dezembro de 1939 na Cadeia do Aljube (in Diário – I, 4ª edição revista, Coimbra, 1957)

## Museu
A 25 de Abril de 2015 é inaugurado o Museu do Aljube, cumprindo o dever de gratidão e de memória da cidade de Lisboa e do país às vítimas da prisão e da tortura.

É constituído por 5 pisos, cada um dedicado a diferentes componentes da História:
- Piso -1: Arqueologia (história do edifício desde o período romano)
- Piso 0: Exposições temporárias
- Piso 1: Portugal num mundo entre Guerras/Oposições e Clandestinidade/Tribunais Políticos
- Piso 2: Resistência/Percurso Prisional/Isolamento no Aljube (Curros ou Gavetas)
- Piso 3: Colonialismo e Luta Anticolonial/Revolução dos Cravos
- Piso 4: Auditório e Cafetaria